# Charles Marcotte d'Argenteuil

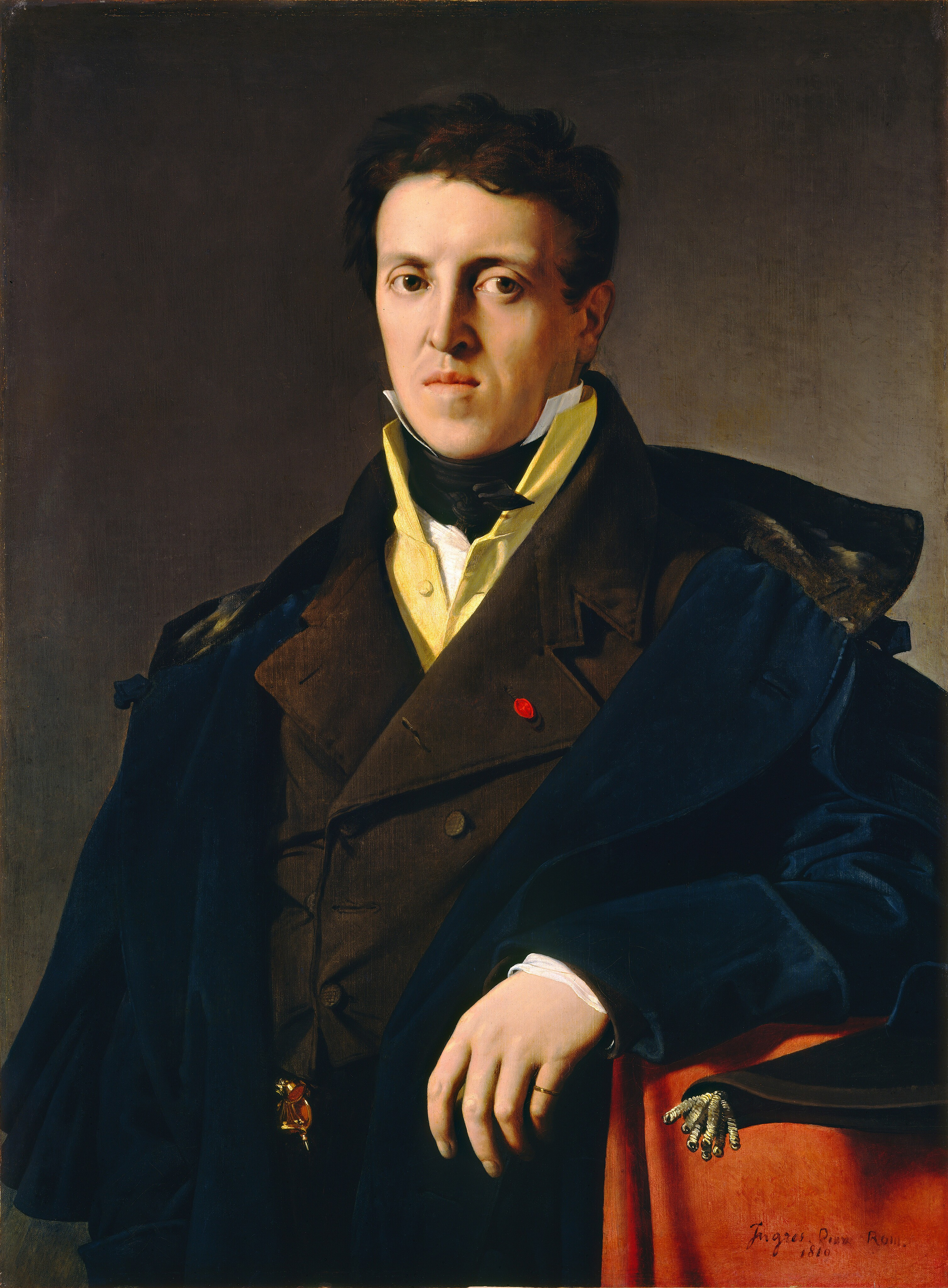
Ingres, 1810, 93.7 x 69.4 cm. Galería Nacional de Arte, Washington D. C.

Retrato de Charles Marcotte d'Argenteuil es un óleo sobre lienzo de 1810 del artista neoclásico francés Jean-Auguste-Dominique Ingres, perteneciente a sus llamados retratos romanos. Charles Marie Jean Baptiste Marcotte (1773-1864) se convertiría en un viejo amigo de Ingres, y uno de sus principales clientes y protectores encargándole retratos de sus familiares y amigos, así como trabajos como la Odalisca con esclava (1839). Al momento de ser retratado, servía como inspector general de Aguas y Bosques en la Roma napoleónica.
Aunque es guapo, y de estructura fuerte, es retratado serio y severo, con los labios apretados y las comisuras hacia abajo, vestido con un imponente atuendo. Varios historiadores del arte han notado que su rigidez se parece a la de los primeros autorretratos de Ingres, particularmente el de 1804.
Marcotte está de pie ante un fondo neutro verde grisáceo, apoyado en la esquina de una mesa cubierta con una tela roja. El rígido y almidonado cuello alto de la camisa acompañado del igualmente alto del chaleco amarillo y la corbata negra de varias vueltas, son características de la moda masculina de la época que aparentan restrictivas. Lleva un carrick (un tipo de redingote habitual durante las dos primeras décadas del siglo XIX) azul con la capa del cuello de terciopelo, sobre la camisa blanca, chaleco amarillo y chaqueta marrón verdoso. Afectuosamente, el cabello parece un poco despeinado, rompiendo el tono sombrío y taciturno. Se presta especial atención a la mano derecha, con largos dedos un poco engarfiados, cuya forma se refleja en la borla que sobresale del pico de su sombrero bicornio sobre la mesa.
Marcotte encargó el retrato como regalo para su madre. No le gustó la pintura final, encontrándola demasiado severa, un hecho que Ingres le pidió que guardara para sí. Quedó en su posesión hasta su muerte en 1864, después lo heredó su hijo Joseph Marcotte, y su viuda en 1922, y luego su hija Élisabeth Pougin de la Maisonneuve hasta 1935. Fue adquirido por Samuel H. Kress en 1949, y donado a la Galería Nacional de Arte en 1952.
Ingres firmó y fechó la pintura en la parte inferior derecha, sobre la tela roja.